# Карашево
Карашево (рум. Carașova, мађ. Krassóvár) је насеље и седиште општине Карашево у жупанији Караш-Северин у Румунији. Према попису из 2021. године у насељу је био 1.891 становник. Налази се на надморској висини од 281 м.
У Карашеву се налази месна организација Савеза Срба у Румунији.

## Историја
Карашево спада у ред најстаријих забележених банатских насеља. Први пут је споменуто у документима 1333. године под називом Karasow, а након тога се стално појављује у разним документима под сличним називом, 1358. године као Nog Carassou и Kyskarassou, 1535. године као Krassowicz. 1550. године као Crassowicz, 1597. године као Crasso, 1690—1700. године као Karasevo, 1717. године као Karasova, 1828. и 1851. године као Karassova, 1913. године као Krassovar, а од Првог светског рата званични румунски назив му је Carașova. При првом спомену у срредњовековним документима 1333. године, наводи се да је у Карашеву било седиште католичког протопрезвитеријата. Карашево се 1500. године спомиње као oppidum, и крајем 17. и почетком 18. века је имало 400 кућа и било једно од највећих насеља и најпознатијих административних и верских центара тог времена на простору данашњег румунског Баната, већа насеља су била само Темишвар и Карансебеш. У појединим радовима се тврди, али без навођења извора, да је Карашево као насеље постојало још од почетка 11. века (Krassovar).
По аустријском царском ревизору Ерлеру 1776. године "Карашова" је место у Карашовском округу, Новопаланачког дистрикта. Има подуправну канцеларију, римокатолички манастир и цркву а становништво је претежно српско.

## Становништво
| 1992. | 2002. | 2011. | 2021. |
| ----- | ----- | ----- | ----- |
| 2.629 | 2.437 | 2.341 | 1.891 |

Према попису из 2021. у Карашеву је живео 1.891 становник што је за 450 мање (-19,22%) у односу на попис из 2011. када је било 2.341 становника.
Према попису из 2002. године у Карашеву је живело 2.437 становника, а већинско становништво су били Карашевци, етничка група српског говорног подручја, који се углавном декларишу као Хрвати, а мањи део као Карашевци и Срби.
| Етнички састав према попису из 2002.‍ | Етнички састав према попису из 2002.‍ | Етнички састав према попису из 2002.‍ | Етнички састав према попису из 2002.‍ | Етнички састав према попису из 2002.‍ |
| ------------------------------------ | ------------------------------------ | ------------------------------------ | ------------------------------------ | ------------------------------------ |
|                                      |                                      |                                      |                                      |                                      |
| Хрвати (Карашевци)                   | Хрвати (Карашевци)                   |                                      | 1.965                                | 80,6%                                |
| Роми                                 | Роми                                 |                                      | 146                                  | 5,9%                                 |
| Румуни                               | Румуни                               |                                      | 118                                  | 4,8%                                 |
| Срби                                 | Срби                                 |                                      | 16                                   | 0,7%                                 |
| Немци                                | Немци                                |                                      | 16                                   | 0,7%                                 |
| остали                               | остали                               |                                      | 158                                  | 6,5%                                 |

Према попису из 2011. већину станоништва чинили су Хрвати, а од мањина највише је било Румуна и Рома.
| Етнички састав према попису из 2011.‍ | Етнички састав према попису из 2011.‍ | Етнички састав према попису из 2011.‍ | Етнички састав према попису из 2011.‍ | Етнички састав према попису из 2011.‍ |
| ------------------------------------ | ------------------------------------ | ------------------------------------ | ------------------------------------ | ------------------------------------ |
|                                      |                                      |                                      |                                      |                                      |
| Хрвати                               | Хрвати                               |                                      | 1.691                                | 72,23%                               |
| Румуни                               | Румуни                               |                                      | 187                                  | 7,99%                                |
| Роми                                 | Роми                                 |                                      | 170                                  | 7,26%                                |
| Срби                                 | Срби                                 |                                      | 22                                   | 0,94%                                |
| Немци                                | Немци                                |                                      | 10                                   | 0,43%                                |
| Мађари                               | Мађари                               |                                      | 7                                    | 0,30%                                |
| Остали                               | Остали                               |                                      | 206                                  | 8,80%                                |
| Непознато                            | Непознато                            |                                      | 48                                   | 2,05%                                |

## Познате личности
- Михај Радан, румунски политичар и професор
- Михај Радан, румунски лингвиста
- Слободан Гера, румунски политичар
- Миљана Радмила Ускату, румунски филолог и етнолог